# Кобильниця Волоська
Кобильниця Волоська (пол. Kobylnica Wołoska) — розташоване на Закерзонні село в Польщі, у гміні Великі Очі Любачівського повіту Підкарпатського воєводства.
Населення — 380 осіб (2011).

## Назва
В ході кампанії ліквідації українських назв у 1977–1981 рр. село називалося Копитув Ґурни (пол. Kopytów Górny).

## Історія
Перша згадка про село походить від 3 вересня 1557 року, коли король Сигізмунд II Август дозволив шляхтичу Миколаєві Тарло зі Щекаркова заснувати місто на землях сіл Кобильниця Руська і Кобильниця Волоська за заслуги «в боях проти Москви, татар і волохів на боці гетьмана Яна Тарновського».
Люстрація 1570 року документує в селі 39 поселенців.
У 1880 р. село належало до Цішанівського повіту Королівства Галичини та Володимирії Австро-Угорської імперії. До складу села входять присілки Гереги, Гамарня, Грицькове, Камінь, Лози, Мельники, Підлізи, Романки, Щаблі та дві корчми: Границя і Видра. В селі був 1095 жителів, на землях фільварку — 39 мешканців, з них більшість була греко-католиками (крім 50 римо-католиків). Була дерев'яна церква, зведена в 1666 р. Місцева греко-католицька парафія належала до Любачівського деканату Перемишльської єпархії.
У 1939 році в селі проживало 1840 мешканців, з них 1750 українців-грекокатоликів, 25 українців-римокатоликів, 15 поляків, 20 євреїв і 30 німців. Село входило до ґміни Великі Очі Яворівського повіту Львівського воєводства. Греко-католицька парафія належала до Краковецького деканату Перемишльської єпархії.
Наприкінці вересня 1939 р. село зайняла Червона армія. 27 листопада 1939 року постановою Президії Верховної Ради УРСР село у складі повіту включене до новоутвореної Львівської області, а 17 січня 1940 року — до Краківецького району. В червні 1941 року, з початком Радянсько-німецької війни, село було окуповане німцями. В липні 1944 року радянські війська оволоділи селом, а в жовтні 1944 року село зі складу Львівської області передано Польщі. Українців добровільно-примусово виселяли в СРСР, але вони чинили спротив у рядах УПА і підпілля ОУН. Решту українців у 1947 р. з метою етноциду депортовано на понімецькі землі.
У 1975–1998 роках село належало до Перемишльського воєводства.

## Церква
У селі є мурована церква св. Димитрія, збудована в 1924 р. Після виселення українців церкву було перетворено на костел, з 1985 р. використовується також для греко-католицьких відправ.

## Демографія
Демографічна структура станом на 31 березня 2011 року:
|          | Загалом | Допрацездатний вік | Працездатний вік | Постпрацездатний вік |
| -------- | ------- | ------------------ | ---------------- | -------------------- |
| Чоловіки | 185     | 36                 | 120              | 29                   |
| Жінки    | 195     | 47                 | 92               | 56                   |
| Разом    | 380     | 83                 | 212              | 85                   |